# Olga Solovova
Olga Anatolyevna Solovova (ruso: Ольга Анатольевна Соловова) (22 de junio de 1953, Ussuriisk) es una exjugadora de voleibol de Rusia. Fue internacional con la Selección femenina de voleibol de la Unión Soviética. Compitió en los Juegos Olímpicos de Moscú 1980 en los que ganó la medalla de oro y en los que jugó los cinco partidos.